# Gubernatorzy generalni Federacji Rodezji i Niasy

Flaga gubernatorów generalnych Federacji Rodezji i Niasy.

Poniższa lista przedstawia gubernatorów generalnych Federacji Rodezji i Niasy, utworzonej w sierpniu 1953 z kolonii Rodezji Południowej, Rodezji Północnej i Nyasalandu. Federację rozwiązano 31 grudnia 1963.
Gubernatorzy rezydowali w Harare, wówczas noszącym nazwę Salisbury. Kadencje wszystkich urzędników przypadły na panowanie Elżbiety II.

## Gubernatorzy generalni
- John Jestyn Llewellin, 1st Baron Llewellin (4 września 1953 – 24 stycznia 1957)
- sir Robert Clarkson Tredgold (tymczasowo, 24 stycznia 1957 – luty 1957)
- sir William Lindsay Murphy (tymczasowo, luty 1957 – 8 października 1957)
- Simon Ramsay, 16th Earl of Dalhousie (8 października – maj 1963)
- sir Humphrey Vicary Gibbs[4] (tymczasowo, maj 1963 – 31 grudnia 1963)